# Окс, Евгений Борисович
Евгений Борисович Окс (1899, Санкт-Петербург — 1968, Москва) — советский художник, книжный график.

## Биография
Родился в семье доктора медицины и издателя Бориса Абрамовича Окса и оперной певицы Цецилии Давыдовны Окс (в девичестве Зеленской, по сцене Давыдовой). Племянник правоведа-цивилиста Моисея (Исаака) Абрамовича Окса.
Учился в Тенишевском училище, затем в Новой художественной мастерской (1917—1918) у М. В. Добужинского, В. И. Шухаева, О. Э. Браза, в художественном училище в Одессе у Д. К. Крайнева (1918—1919) (в Одессе жили родители матери художника), в школе живописи и рисования В. Н. Яковлева (1920—1922). Участвовал в выставках и художественных группах с 1918 года, в частности входил в круг «Клуба поэтов» вместе с Ильёй, Александром и Михаилом Файнзильбергами, Аделиной Адалис. В 1919—1920 годах служил в ЮГ РОСТА при политотделе 45-й дивизии, заведовал матросским клубом в Кронштадте, в 1920—1922 годах — в политотделе Балтфлота; участник Гражданской войны.
С 1922 года жил в Москве, где сотрудничал в различных издательствах. В 1920—1930-е годы работал в «Новой художественной мастерской» у М. В. Добужинского в Петрограде и как театральный художник в театрах Корша и «Аквариум». Член Союза художников с 1932 года. В 1939 году служил художником на фронте во время Польской кампании. В 1941—1943 годах служил рядовым в Красной Армии, участник битвы под Москвой, комиссован по болезни.
В конце 1930-х годов был подвергнут критике за формализм, что положило конец его официальной карьере (основные прижизненные выставки работ Евгения Окса приходятся на 1920-е — 1930-е годы). С 1939 года работал в Гослитиздате и журнале «Интернациональная литература». Мастер пейзажной и портретной живописи, придерживался неоимпрессионизма.
Был членом объединений Н. О.Ж. (1924) и АХРР (1930—1932). Писал стихотворения и воспоминания, часть из которых была опубликована посмертно.

## Семья
- Дочь — театральная художница Людмила Евгеньевна Окс (1931—2013).
- Сводные братья — Александр Борисович Окс, врач-офтальмолог, автор русско-латинского и латинско-русского словарей; Виктор Борисович Окс, юрист и писатель, торгпред СССР во Франции[9][10].